# Cabildo de Tenerife

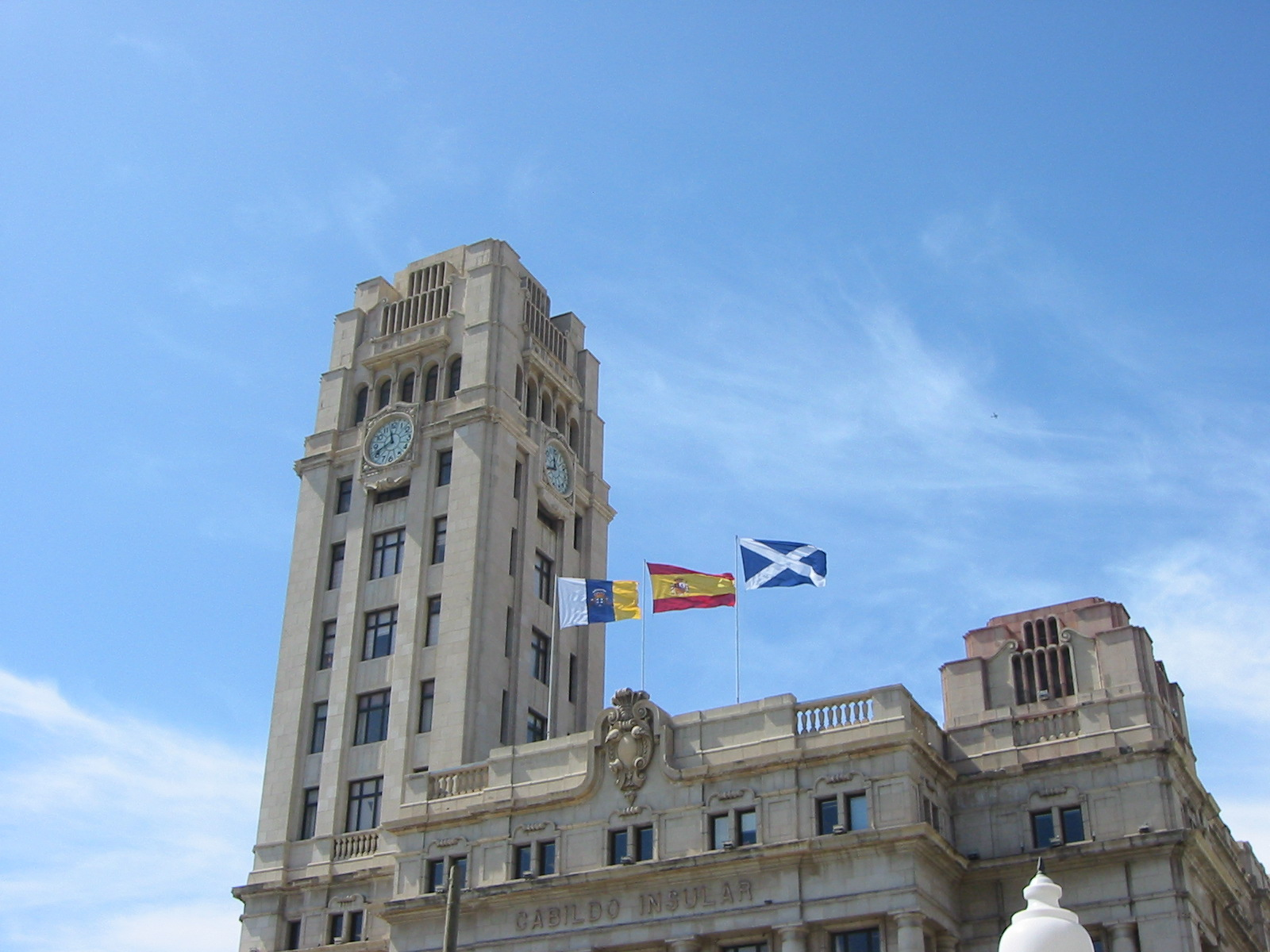
Sede di il Cabildo de Tenerife

Il Cabildo Insular de Tenerife è l'organo di governo dell'isola di Tenerife (Isole Canarie, Spagna). 
È stato costituito il 16 marzo 1913 a Santa Cruz de Tenerife, in una riunione tenutasi in Consiglio comunale. Il suo presidente dal 2019 è Pedro Manuel Martín Domínguez.
La sua sede è un edificio costruito nel 1940 in stile neoclassico che è uno dei simboli più caratteristici della città e dell'isola. L'edificio ufficialmente chiamato Palacio Insular de Tenerife è noto per la sua torre dell'orologio ed è situato in Piazza di Spagna, nella città di Santa Cruz de Tenerife.